# Волев, Юрий
Юрий Волев (также Георгий; настоящее имя Юрий Викторович Гуртовой; род. 26 июня 1974 года, Одесса, СССР) — режиссёр, актёр, продюсер, солист группы «Все включено», автор и композитор.

## Биография
Георгий Волев родился 26 июня 1974 года в Одессе. Имя при рождении: Гуртовой Юрий Викторович.
Учился в школе № 22 города Одессы.
Окончил Одесский Театральный лицей (преподаватель — Анатолий Падука).

## Карьера
Дебют в кино состоялся в 1993 году фильме режиссёра Юрия Кузьменко — «Дафнис и Хлоя».
В начале 2000-х переехал в Германию, где работал режиссёром в Sony Music Entertainment.
С 2010 года Георгий Волев живёт в Москве. Также в 2010 году основал видео-продакшн компанию «Volev production». Снял более 200-х клипов для звёзд Российской эстрады, а так же рекламные ролики для Российских и международных брендов.
С 2009 по 2013 год был солистом музыкальной поп-группы «Всё включено». Первый сингл группы «Загорелое лето» сразу попал а ТОП-100 танцевальной музыки радиостанции DFM.
В 2011 году треки «Девочка столичная» и «Оторвёмся летом» группы «Все включено» прозвучали в киноленте All inclusive, или Всё включено
В 2012 году стал лауреатом Песня года , как автор музыки и слов песни «Юлия» в исполнении Юлии Савичевой. Так же Георгий Волев является автором хита «Самый, самый» в исполнении группы Тутси, которая звучит в сериале «Узкий мост» и «Со льдом» — Юлии Михальчик.
В 2016 году Георгий Волев стал режиссёром-постановщиком номера IVAN — Help You Fly (Belarus) на Евровидении-2016.

## Фильмография
- 1993 — Дафнис и Хлоя— Дафнис
- 1995 — Поезд до Бруклина — актёр
- 1998 — Принцесса на бобах — музыкант

## Выборочная клипография
| Исполнитель                       | Клип                  |
| --------------------------------- | --------------------- |
| Стас Пьеха                        | Я с тобой             |
| Стас Пьеха                        | Счастье               |
| Стас Пьеха                        | Старая история        |
| Аркадий Укупник                   | Семечки               |
| Вадим Казаченко                   | Прости                |
| Инна Маликова и «Новые Самоцветы» | В эту лунную ночь     |
| Григорий Лепс ft. Наталия Власова | Бай-бай               |
| Дима Билан и Наталия Власова      | Она любила музыку     |
| Родион Газманов                   | Удалёнка              |
| Кай Метов                         | Я Кай, Ты Моя Герда   |
| Евгений Григорьев и Консуэлла     | Чужие                 |
| IVAN                              | Снова тебя забываю    |
| IVAN                              | Крест и ладонь        |
| Леся Ярославская                  | Не со мной            |
| Леся Ярославская                  | Выдыхай               |
| Леся Ярославская                  | Стань моим мужем      |
| Леся Ярославская                  | Далее без меня        |
| Роман Архипов                     | Не уходи              |
| Ирина Ортман                      | Киев-Москва           |
| Наталия Власова                   | Dali                  |
| Наталия Власова                   | Розовая нежность      |
| Наталия Власова                   | Мне не хватает тебя   |
| Наталия Власова                   | Смелая                |
| Павел Соколов                     | Научись жить без меня |
| Александр Коган                   | Счастье               |
| МакSим                            | Дура                  |
| Виктор Дорин                      | Поклон                |
| Виктор Дорин                      | По следам твоим       |
| Виктор Дорин                      | Твоя улыбка           |
| Вероника Андреева                 | Делать глупости       |
| Ясения (Нана Арахамия)            | Неибежный мой         |
| Ясения (Нана Арахамия)            | Мой амур              |
| Ясения (Нана Арахамия)            | Судьбы разные         |

## Синглы
| Исполнитель       | Произведение            | Автор музыки и слов |
| ----------------- | ----------------------- | ------------------- |
| «Тутси»           | Самый-самый             | Георгий Волев       |
| Юлия Михальчик    | Со льдом                | Георгий Волев       |
| Юлия Савичева     | Юлия                    | Георгий Волев       |
| Ирина Ортман      | Ира                     | Георгий Волев       |
| Леся Ярославская  | Далее без меня          | Георгий Волев       |
| Анастасия Гуркова | Кто ты — кто я          | Георгий Волев       |
| Михаил Дали       | Лодочка                 | Георгий Волев       |
| «Все Включено»    | Загорелое лето          | Георгий Волев       |
| «Все Включено»    | Девочка столичная       | Георгий Волев       |
| «Все Включено»    | Солнце на закат         | Георгий Волев       |
| «Шпионы как мы»   | Девочка-немочка Tschuss | Георгий Волев       |
| «Шпионы как мы»   | Бригада из Казахстана   | Георгий Волев       |
| «Шпионы как мы»   | По второму автобану     | Георгий Волев       |
| «Шпионы как мы»   | Рули-Русак              | Георгий Волев       |
| «Шпионы как мы»   | Здравствуй и прощай     | Георгий Волев       |
| «Шпионы как мы»   | Чё ты хочешь            | Георгий Волев       |
| Аника             | Ангелы не плачут        | Георгий Волев       |
| «Русский размер»  | Не надо — не надо       | Георгий Волев       |
| «Ажур»            | Не надо искать          | Георгий Волев       |
| Barinova          | Do it-do it             | Георгий Волев       |
| Barinova          | Невыё                   | Георгий Волев       |
| Barinova          | Твоя                    | Георгий Волев       |
| Консуэлла         | Настроение шансон       | Георгий Волев       |
| volev             | Под капотом свобода     | Георгий Волев       |
| volev             | Ты уникальная девочка   | Георгий Волев       |
| volev             | Если очень хочешь       | Георгий Волев       |